# Nocra
Nocra è un'isola di 6,5 km² appartenente all'arcipelago delle Dahlac nel Mar Rosso, in Eritrea.

## Storia
Durante il colonialismo italiano in Africa (1890-1891), l'isola fu sede del campo di concentramento di Nocra. Dopo la guerra d'Etiopia il governo italiano vi deportò diversi intellettuali etiopi con le famiglie; il campo di confino fu smantellato nel 1941, quando le forze britanniche occuparono l'isola dopo la battaglia di Cheren.
Nel secondo dopoguerra l'Unione Sovietica vi installò una base militare navale, attiva dal 1977 al 1991.
Dopo l'indipendenza dell'Eritrea, l'isola fu utilizzata dai regimi militari come campo di detenzione per i dissidenti. Nel dicembre 2005 Amnesty International e altre associazioni sui diritti umani hanno denunciato i maltrattamenti subiti dai detenuti, soprattutto dei molti prigionieri politici e di coscienza trattenuti senza accuse né condanne. Sono state denunciate anche torture a carico di membri delle chiese evangeliche per il possesso di Bibbie, poi bruciate davanti a loro.
Christian Solidarity Worldwide ha denunciato nel giugno 2017 che 33 donne protestanti erano rinchiuse nella prigione dell'isola.